# Offensiva di Pokrovs'k
L'offensiva di Pokrovs'k è un'operazione militare in corso nell'ambito dell'invasione russa dell'Ucraina da parte delle Forze armate russe con l'obiettivo primario di catturare le città strategiche di Pokrovs'k e Kurachove nell'area occidentale dell'oblast' di Donec'k. I combattimenti si sono intensificati con l'avanzata russa e la successiva cattura di Prohres il 18 e 19 luglio 2024, un punto di svolta per l'offensiva russa a nord-ovest di Avdiïvka dopo la cattura di quest'ultima nel febbraio 2024, e si sono verificati scontri in numerosi insediamenti a est e a sud di Pokrovs'k nell'omonimo distretto.

## Contesto
In seguito al successo russo nella battaglia di Avdiïvka, le loro forze sono avanzate significativamente a nord e a nord-ovest della città per formare un saliente nei mesi successivi. Il successo nella battaglia di Očeretyne, combattuta per una cittadina a nord-ovest di Avdiïvka, ha portato a ulteriori guadagni territoriali russi nei mesi precedenti a luglio 2024.

## Storia

### Prime avanzate (18-31 luglio 2024)
Il 17 luglio 2024 sono iniziati i combattimenti su Prohres, un villaggio nella parte centrale dell'oblast' di Donec'k, e le forze russe vi sono entrate il giorno successivo, nella loro prima avanzata direttamente verso la città di Pokrovs'k. Il 19 luglio Prohres è stato catturato dalla Russia dopo un combattimento che, secondo quanto riferito, sarebbe durato 48 ore. Lo sfondamento, secondo quanto riferito, sarebbe stato causato da pesanti attacchi aerei che hanno portato al collasso e alla successiva ritirata della 110ª e della 47ª Brigata meccanizzata ucraina, e ha permesso rapidi avanzamenti lungo una linea del fronte precedentemente stabile. Due giorni prima, le forze russe sarebbero avanzate fino all'insediamento di Lozuvac'ke, a nord di Prohres, e avrebbero iniziato a combattere per occuparlo. DeepState ha mostrato lo stesso giorno un'avanzata russa per occupare la maggior parte del villaggio; il 20 luglio, le truppe russe hanno iniziato ad accerchiare l'area tra i due villaggi e, secondo alcune fonti, avrebbero circondato diverse compagnie ucraine entro il 24 luglio, che, secondo Forbes, erano "potenzialmente centinaia di soldati ucraini" di due battaglioni della 31ª Brigata meccanizzata. Questi soldati, secondo il corrispondente militare statunitense David Axe, sarebbero tuttavia riusciti a sfuggire all'accerchiamento intorno al 26 luglio con l'aiuto di colpi coordinati di artiglieria e di droni. Forbes ha inoltre riferito che la 47ª Brigata avrebbe perso due carri armati M1 Abrams durante l'ingaggio intorno a Prohres e che le forze ucraine avrebbero subito perdite elevate.
Il 25 luglio la Russia iniziò ad avanzare a ovest di Prohres lungo una ferrovia in direzione di Vesele. Seguirono la cattura di Lozuvac'ke intorno al 26 luglio, Vovče intorno al 27 luglio, e Novoselivka Perša, a sud-est di Prohres, intorno al 29 luglio. Le avanzate russe dopo la cattura di Prohres e la situazione "tesa e difficile" a est di Pokrovs'k sono state attribuite alla mancanza di manodopera e di equipaggiamento ucraino, all'addestramento carente e alla diminuzione del morale.

### Avanzata verso Hrodivka e Novohrodivka (1-23 agosto 2024)

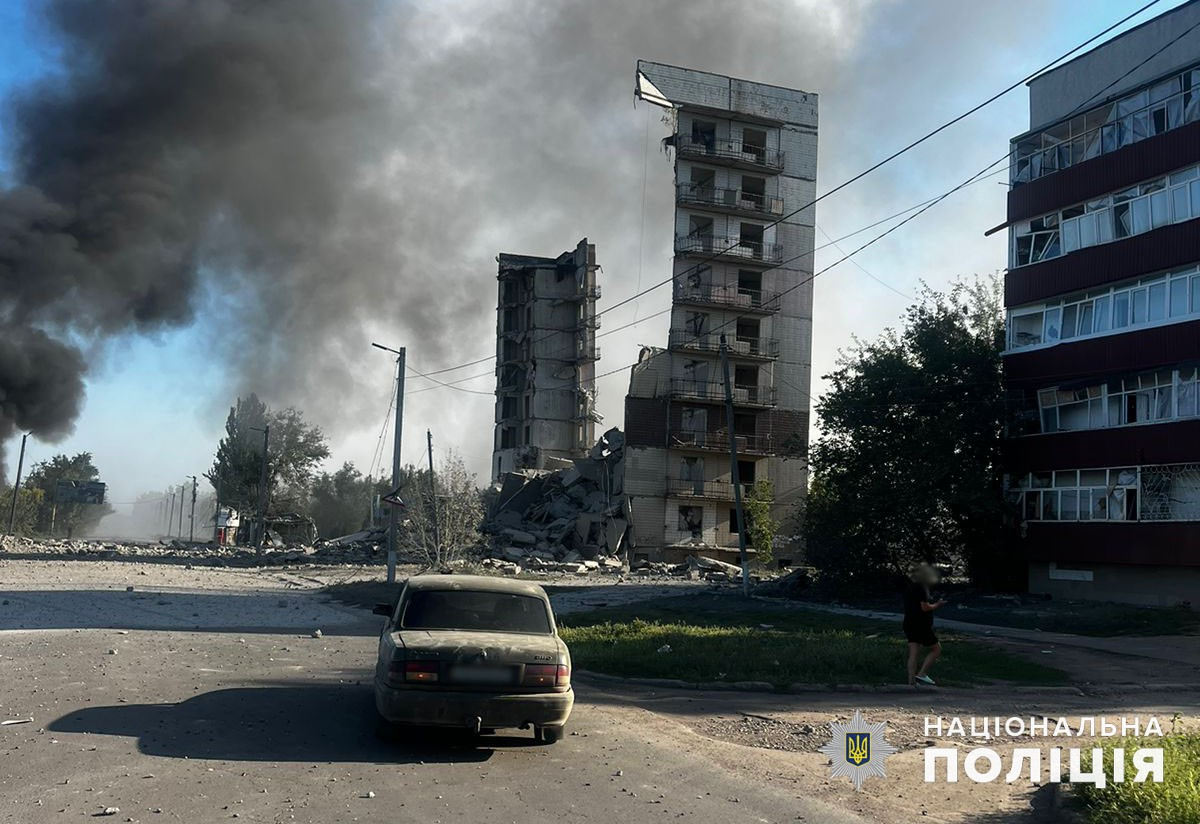
Danni a Myrnohrad dopo il bombardamento russo del 17 agosto 2024.

Il 1° agosto, le forze russe sarebbero entrate nei sobborghi di Želanne e Ivanivka, e tra l'1 e il 4 agosto avrebbero catturato Vesele. Il 2 agosto Forbes ha stimato che la Russia stava avanzando, dove si trovava a 18 chilometri da Pokrovs'k, con "potenzialmente" 40 000 truppe composte da 20 reggimenti e brigate russe, mentre l'Ucraina avrebbe avuto circa 12 000 truppe di sei brigate. Secondo il comandante in capo ucraino Oleksandr Syrs'kyi, il ritmo crescente delle avanzate russe avrebbe reso il fronte il più attivo di tutta la linea del fronte all'inizio di agosto, in quanto avrebbe costituito il principale obiettivo offensivo della Russia. Secondo quanto riferito, il 7 agosto la Russia ha catturato il villaggio di Serhïivka e ha iniziato ad avanzare verso la cittadina di Hrodivka, la cui cattura avrebbe permesso di colpire con l'artiglieria la stessa Pokrovs'k. Il 9 agosto, il Ministero della Difesa britannico ha riferito che Pokrovs'k si sarebbe trovata a soli 16 chilometri dalla linea del fronte.
Nel corso dell'offensiva ucraina nell'oblast' di Kursk, i combattimenti nei pressi di Pokrovs'k si sono intensificati intorno al 13 agosto, con un aumento di 52 scontri in un giorno nell'area, più di un terzo di tutti gli ingaggi sul fronte; un rappresentante della 110ª Brigata meccanizzata ha dichiarato che la situazione nei pressi di Pokrovs'k si sarebbe deteriorata dopo l'incursione ucraina, attribuita alla carenza di munizioni e alle continue offensive russe. Il 13 agosto la Russia è entrata a Hrodivka e ha allineato la linea del fronte con il fiume Kazenny Torets a nord, catturando Ivanivka e i villaggi di Lysyčne e Svyrydonivka. Un funzionario ucraino ha dichiarato all'Agence France-Presse che l'incursione a Kursk avrebbe avuto scarso effetto sui combattimenti a est, ma che "l'intensità degli attacchi russi" sarebbe leggermente diminuita durante il fine settimana. Un tenente ucraino ha confermato il resoconto dei combattimenti a Hrodivka e ha affermato che "tutto è molto triste sul fronte di Pokrovs'k", mentre un altro soldato ucraino ha affermato che le forze russe avrebbero ricevuto l'ordine di conquistare Myrnohrad, una città a est di Pokrovs'k. Il 14 agosto la Russia ha continuato ad avanzare, conquistando Želanne, a sud-est di Hrodivka, e in direzione di Novohrodivka, conquistando il villaggio di Orlivka e, secondo quanto riferito, entrando nei villaggi di Mykolaïvka e Žuravka. Il 15 agosto, secondo quanto riferito, l'Ucraina stava preparando le forze di riserva per difendere Pokrovs'k.
Sempre il 15 agosto Serhij Dobrjak, capo dell'amministrazione militare della città di Pokrovs'k, ha riferito che le forze russe si trovavano a soli 10 chilometri dalla città, affermando che la Russia era "quasi vicina alla nostra comunità" e ha esortato tutti i cittadini a evacuare. Lo stesso giorno, un soldato ucraino ha riferito che le forze russe avrebbero avuto un vantaggio di 10 a 1 sulle forze ucraine a est di Pokrovs'k in termini di fanteria e che stavano conducendo incessantemente assalti alle posizioni ucraine per tutto il giorno, mentre l'Institute for the Study of War (ISW) ha dichiarato che la Russia stava dando priorità all'avanzata verso Pokrovs'k. Il 16 agosto, funzionari americani hanno riferito che la Russia avrebbe ritirato solo un numero limitato di unità dall'Ucraina orientale all'oblast' di Kursk, mentre i soldati ucraini hanno affermato che gli attacchi russi in direzione di Pokrovs'k non sarebbero diminuiti dopo l'incursione, con la Russia che ha scelto di rafforzare le proprie forze in direzione di Pokrovs'k piuttosto che deviarle. Lo stesso giorno, un ufficiale ucraino ha riferito che la Russia stava tentando di prendere d'assalto Novohrodivka, mentre i residenti di Selydove, Myrnohrad e Novohrodivka continuavano ad evacuare. Il 17 agosto la Russia avrebbe catturato il villaggio di Mykolaïvka, sarebbe entrata nel villaggio di Novoželanne e sarebbe avanzata nei campi a est di Želanne. Un edificio a 9 piani incompleto di Myrnohrad è stato attaccato dai bombardamenti russi, causando almeno una vittima. Fonti russe, inoltre, affermarono la completa cattura di Novoželanne e l'avanzata verso Novohrodivka e in direzione del villaggio di Krutyj Jar attraverso Žuravka.
Le forze russe si sono spostate a sud di Želanne per catturare Novoželanne e Zavitne intorno al 18 agosto, come confermato da un soldato che ha issato la bandiera russa sulla parte meridionale dei due insediamenti. Il 19 agosto, i civili hanno continuato a evacuare da Pokrovs'k e dagli insediamenti circostanti, mentre il capo della città Serhij Dobrjak ha annunciato che le famiglie con bambini sarebbero state costrette a evacuare dalla città a causa della continua avanzata russa a partire dal 20 agosto, e che avrebbero avuto al massimo due settimane per andarsene, mentre quelli di Myrnohrad avrebbero avuto solo pochi giorni. Dobriak ha inoltre dichiarato che le utenze e i servizi sarebbero stati "gradualmente ridotti" entro una settimana a Pokrovs'k. La Russia è avanzata il 18 e il 19 agosto, catturando completamente Zhuravka e controllando tutto il territorio a est del fiume Vovča nell'area, catturando i villaggi di Mežove e Skučne nel processo. La Russia ha continuato ad attaccare Novohrodivka e altri insediamenti a est di Pokrovs'k; l'analista militare Franz-Stefan Gady ha affermato che la Russia stava probabilmente "impegnando l'ultima vera linea difensiva al di fuori della città".
Il 21 agosto, le forze russe sono avanzate ulteriormente a sud di Mykolaïvka e a sud di Želanne, catturando il villaggio di Komyšivka. Lo stesso giorno, il presidente ucraino Volodymyr Zelens'kyj ha riconosciuto i recenti progressi compiuti dalla Russia a est di Pokrovs'k e ha annunciato il rafforzamento delle forze ucraina nell'area. Il 22 agosto, la Russia ha continuato a muoversi verso sud, catturando l'insediamento di Ptyče e avanzando in direzione di Kalynove, ed avrebbe guadagnato un punto d'appoggio nella parte orientale di Novohrodivka. L'ISW ha analizzato che le recenti avanzate verso sud erano probabilmente dovute a una ritirata ucraina dalle posizioni nella zona per evitare l'accerchiamento da parte dei russi. I servizi e l'amministrazione di Pokrovs'k hanno iniziato a chiudere o a spostarsi dalla città, mentre i civili hanno continuato a evacuare il 22 e 23 agosto. Il 23 agosto fonti russe hanno affermato che la Russia sarebbe avanzata nella parte meridionale e sud-orientale di Novohrodivka, a Krasnyj Jar da sud-est e che vi sarebbero state notizie di una presa di Kalynove.

### Cattura di Novohrodivka e avanzata verso Ukraïns'k e Selydove (24 agosto-29 ottobre 2024)

#### Avanzata a Novohrodivka
Il 24 agosto la Russia continuò ad avanzare attraverso Novohrodivka, conquistando la maggior parte della parte orientale della città, mentre avanzava a sud verso Kalynove e da est verso Karlivka. Fonti russe affermarono che l'edificio del consiglio comunale di Novohrodivka era stato conquistato avanzando nel centro della città e che Krasnyj Jar era stato catturato, a sud-ovest di Hrodivka. Al 25 agosto, la Russia avrebbe controllato più della metà di Novohrodivka. Fonti russe hanno affermato che sarebbero ulteriormente avanzati a sud di Novohrodivka, verso il villaggio di Marynivka, e verso Kalynove da nord.
La Russia continuò ad avanzare verso sud, a sud-est di Novohrodivka, il 26 e 27 agosto; le forze russe entrarono a Michajlіvka, a est di Selydove, e avanzarono verso Memrik intorno al 26 agosto. Il giorno seguente Memrik e Kalynove sarebbero stati catturati.
Il 27 agosto, la Russia è avanzata lungo la linea ferroviaria che passa per Novohrodivka fino alla periferia nord-occidentale della città. L'ISW ha ritenuto che l'avanzata russa attraverso Novohrodivka, avvenuta in pochi giorni, sarebbe stata in parte dovuta al fatto che l'Ucraina non ha tentato di mantenere posizioni difensive all'interno della città, dove avrebbe avuto uno svantaggio di 4 a 1 in termini di potenza di fuoco, e avrebbe invece scelto di abbandonare l'insediamento. L'ISW ha inoltre affermato che l'avanzata attraverso Novohrodivka avrebbe dato alla Russia un percorso per avanzare verso Pokrovs'k. Il 28 agosto, Novohrodivka è stata ampiamente riportata come completamente catturata dalla Russia, con il Kyiv Post che ha affermato che la città era stata persa in 72 ore. Un giornalista ucraino ha espresso disapprovazione per la mancanza di fortificazioni promesse nell'area e ha definito la situazione nei pressi di Pokrovs'k "catastrofica". Il 28 agosto, inoltre, fonti russe hanno affermato che erano stati compiuti ulteriori progressi all'interno di Hrodivka, con un'avanzata fino al fiume che divide la città, e che la periferia meridionale di Myrnohrad era stata raggiunta attraverso un'avanzata a nord attraverso Krasnyj Jar.

#### Avanzata a Selydove

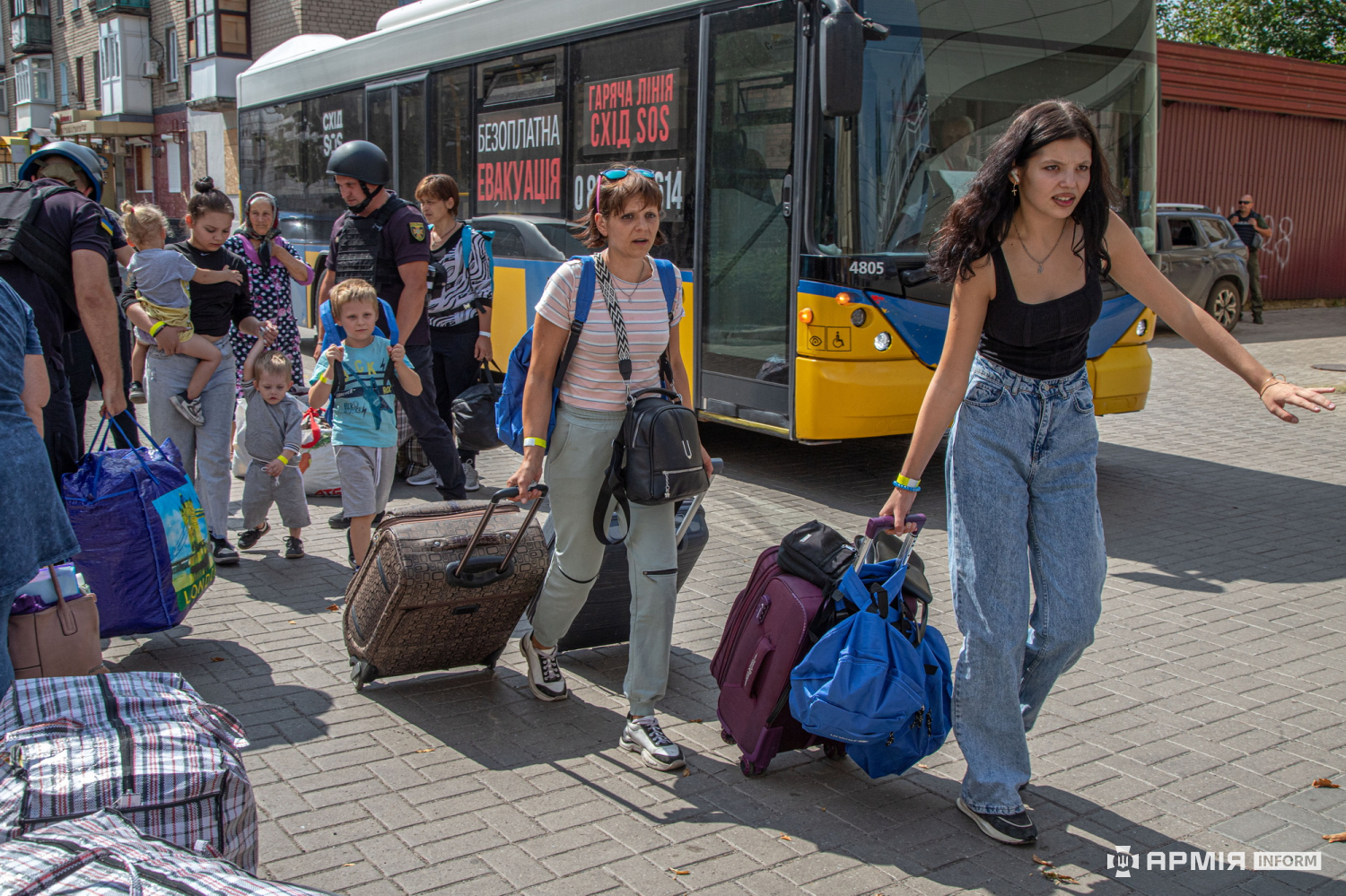
Evacuazione da Pokrovs'k, 29 agosto 2024.

Lo stesso giorno, la Russia sarebbe avanzata a Selydove in seguito a una ritirata ucraina da alcune posizioni nella città, entrando nella parte orientale, probabilmente attraverso ulteriori avanzamenti all'interno di Michajlіvka. Il 29 agosto l'ISW ha valutato che la Russia stava portando avanti contemporaneamente due offensive nei pressi di Pokrovs'k: una verso la città stessa, dove la Russia stava attaccando la linea difensiva da Hrodivka a Novohrodivka, e una a sud, verso la linea difensiva che collega Ukraïns'k, Hirnyk e Selydove. Il primo sforzo sarebbe stato mirato a catturare prima Myrnohrad e poi ad avanzare nella periferia di Pokrovs'k, mentre il secondo a espandere il saliente a est di Pokrovs'k, riducendo le opportunità di un contrattacco ucraino alla sua base verso Avdiïvka, e che entrambi erano probabilmente visti come obiettivi necessari dalla Russia da raggiungere prima di lanciare un attacco diretto a Pokrovs'k. Il secondo sforzo avrebbe dovuto sperare di eliminare ulteriormente il saliente ucraino a nord di Krasnohorivka e catturare i campi a nord di esso, contribuendo così alla battaglia in corso a sud del saliente ucraino. Il 29 agosto, inoltre, fonti russe hanno affermato che sarebbero stati in corso degli scontri nel nord-est di Ukraïns'k e nel sud di Myrnohrad, mentre un analista ucraino ha dichiarato che la presenza delle forze russe a Myrnohrad sarebbe stata piuttosto solo a scopo di sabotaggio e ricognizione. Il centro di Selydove sarebbe stato raggiunto dalle forze russe.
Il 30 agosto, la Russia ha catturato il villaggio di Karlіvka, avanzando ulteriormente a sud di esso, mentre fonti russe hanno affermato la completa cattura di Hrodivka. Il 31 agosto la Russia è avanzata nell'insediamento di Galicinіvka, impadronendosi della sua parte settentrionale. I milblogger russi hanno affermato che il villaggio era stato completamente catturato, cosa che è stata poi confermata il 3 settembre. Le forze russe hanno probabilmente catturato i villaggi di Michajlіvka e Dolinіvka il 1º settembre. I civili hanno continuato a evacuare da Pokrovs'k, mentre la maggior parte delle imprese e delle infrastrutture della città erano già chiuse, come ospedali e supermercati, il cui contenuto è stato trasportato lontano dalla linea del fronte.

#### Rischio di accerchiamento per le forze ucraine
Il 2 settembre, elementi della 59ª Brigata motorizzata, della 68ª Brigata cacciatori, della 117ª Brigata di difesa territoriale e della 15ª Brigata operativa della Guardia nazionale dell'Ucraina rischiavano di essere tagliati fuori e accerchiati nel saliente a sud-est di Pokrovs'k, a est del fiume Vovča e a nord di Krasnohorivka. L'integrità del saliente di 78 chilometri quadrati, secondo quanto riferito, sarebbe stata affidata alla 25ª Brigata aviotrasportata che difendeva Ukraïns'k. Il 3 settembre, fonti russe hanno affermato che la Russia avrebbe iniziato ad avanzare in questo saliente, a ovest di Nevel's'ke. Il 5 settembre, ai civili rimasti a Pokrovs'k è stato chiesto di passare all'uso della stazione ferroviaria di Pavlohrad per l'evacuazione, con la messa a disposizione di autobus per la città, dal momento che la stazione ferroviaria di Pokrovs'k è stata costretta a chiudere a causa del peggioramento della sicurezza. 26 000 persone erano ancora a Pokrovs'k secondo il governatore dell'oblast' di Donec'k Vadim Fіlaškіn.
Il 5 settembre, l'ISW ha ritenuto che la recente espansione del saliente di Pokrovs'k verso sud avrebbe mirato ad agire in tandem con la rinnovata offensiva verso Vuhledar, con lo sforzo per conquistare Pokrovs'k che continuava ad essere prioritario e il secondo volto a limitare la quantità di ridispiegamenti ucraini nel settore di Pokrovs'k. Gli sforzi russi hanno continuato ad avvolgere e accerchiare il saliente ucraino a ovest di Donec'k, con il New York Times che ha affermato che era stato "quasi accerchiato" dalle forze russe.

#### Tentativi di contrattacco ucraini
Il 7 settembre, i successi russi a nord-ovest, direttamente verso Pokrovs'k, erano in gran parte bloccati, mentre i progressi continuavano in direzione sud, a sud-est della città. Le brigate ucraine appena dispiegate, come rinforzi, nell'area hanno effettuato diversi contrattacchi: a Selydove, una città cruciale per il successo dell'offensiva russa, dove lo slancio si era arrestato, a Galicinіvka e a Michajlіvka.
La Russia ha continuato a esercitare pressioni sulla direzione meridionale a Ukraïns'k, in cui i russi sarebbero entrati, e Hirnyk. L'ISW ha analizzato che la cattura di queste due città consentirebbe agli avanzamenti meridionali nel saliente di Pokrovs'k di evolvere in un attacco a Kurachove, più a sud, una città chiave della regione, e che questo asse di avanzamento sarebbe un prerequisito per l'assalto diretto a Pokrovs'k. Una fonte russa ha affermato che si starebbero concentrando sul controllo dei rilievi vicino a Ukraïns'k e Hirnyk, piuttosto che su un assalto frontale completo a Ukraïns'k. Il 7 settembre è stata data conferma visiva di un'avanzata russa verso il centro di Hrodivka, mentre i milblogger russi hanno affermato che Lisivka, villaggio a est di Ukraïns'k, era stato catturato, e ciò è stato visivamente confermato 4 giorni dopo.
Il 10 settembre, l'ISW ha valutato che i filmati che mostravano un'avanzata russa nei pressi di Marynivka indicavano che il villaggio era stato catturato. Il 12 settembre, fonti russe hanno affermato un'avanzata verso Pokrovs'k attraverso Lisivka, dicendo che quest'ultimo villaggio era stato catturato. I combattimenti sono proseguiti a est di Selydove, dove la linea del fronte sarebbe stata situata tra la periferia orientale della città e Michajlіvka, a seguito del contrattacco ucraino segnalato all'inizio di settembre. I media russi hanno affermato che Selydove stava venendo accerchiata, ma questo non è stato ritenuto possibile dall'ISW. Sia la Russia che l'Ucraina hanno fatto progressi marginali vicino a Selydove, a nord-est della città e a ovest di Michajlіvka, e un osservatore militare ucraino ha confermato i progressi russi a est e a nord-est di Selydove. Le forze russe avrebbero modificato le loro tattiche nei pressi di Selydove dagli assalti frontali all'impiego di piccoli gruppi che si muovono in aree coperte. Fonti russe hanno affermato di aver compiuto progressi all'interno di Selydove stessa, mentre un ufficiale ucraino ha dichiarato che la città sarebbe stata "completamente sotto il nostro controllo".
A Pokrovs'k, la popolazione ha continuato a diminuire con l'evacuazione dei residenti, raggiungendo i 18 000 abitanti l'11 settembre. Nel frattempo, le forze russe hanno tagliato le forniture idriche alla città, hanno fatto saltare diversi ponti nei suoi dintorni e nella città, interrompendo i collegamenti con le autostrade della città, e sono state in grado di colpire i soldati ucraini con droni e artiglieria. Secondo il comandante di un'unità ucraina, ciò ha ostacolato i rifornimenti logistici alla città e avrebbe fatto sì che Pokrovs'k "possa già dirsi persa" in termini di capacità logistica. Secondo quanto riferito, le forze ucraine stavano fortificando la città per prepararsi ai combattimenti urbani.

#### Conquista russa di Ukraïns'k e Selydove

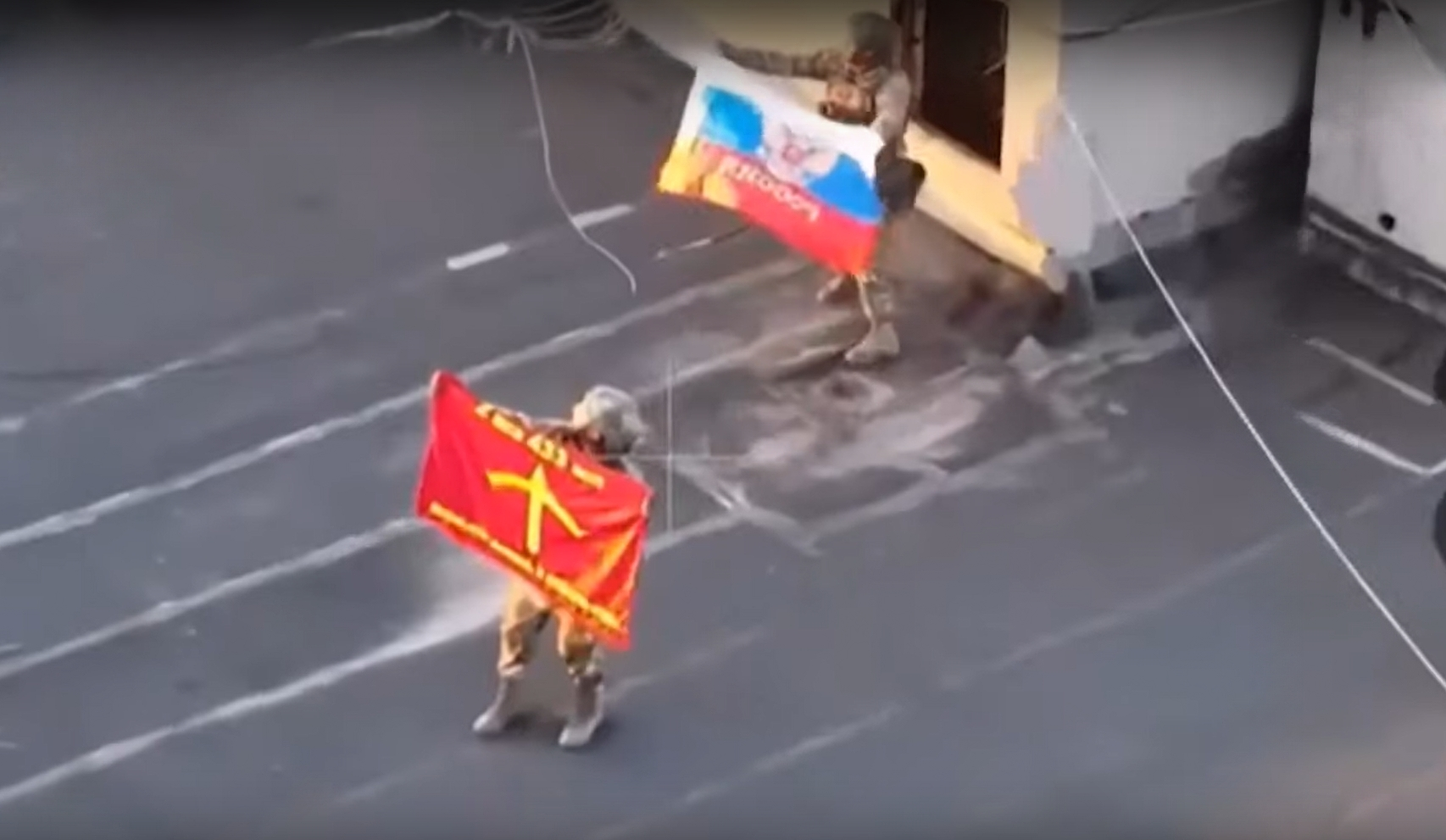
Soldati russi espongono le loro bandiere di guerra sul tetto di un edificio al centro di Selydove il 29 ottobre 2024.

A Ukraïns'k, le forze russe hanno preso il controllo delle parti meridionali della città entro l'11 settembre, mentre hanno confermato i progressi sul fianco nord-occidentale della città entro il 13 settembre. L'ISW ha dichiarato che i filmati che confermavano quest'ultima avanzata significavano che Ukraïns'k "potrebbe essere stata" catturata, valutando anche che questi attacchi ai fianchi della città erano preferiti a un assalto frontale diretto, mentre continuavano gli sforzi russi per l'accerchiamento. Dopo ulteriori giorni di combattimenti, i soldati russi della 114ª Brigata fucilieri motorizzata delle guardie hanno completato la conquista di Ukraïns'k entro il 17 settembre. Dopo questo successo le forze russe hanno continuato ad avanzare verso Hirnyk e a nord-ovest di Ukraïns'k. Il 13 ottobre i soldati della 114ª Brigata hanno occupato lo snodo ferroviario di Cukuryne, alcuni chilometri a sud di Selydove.
Nel mese di ottobre la situazione ucraina si è notevomente aggravata a sud di Pokrovs'k, nel settore di Kurachove, dove i russi hanno guadagnato terreno minacciando la città sia da est che da sud, e soprattutto a Selydove. La città è stata attaccata da tre direzioni: nord, sud e est; il 27 ottobre i soldati russi, principalmente reparti della 27ª Divisione fucilieri motorizzata delle guardie e della 90ª Divisione corazzata delle guardie, hanno raggiunto il centro della città, occupando anche il complesso dell'amministrazione locale. Gli ucraini sono stati costretti a ripiegare verso nord-ovest, e il 29 ottobre il Ministero della difesa russo ha confermato la completa conquista di Selydove.

### Manovra di aggiramento di Pokrov'sk da sud-ovest e da est (dicembre 2024-)
All'inizio di dicembre 2024, il villaggio di Ševčenko, a sud-ovest di Pokrovs'k, è stato sottoposto a una forte pressione da parte delle forze russe, che hanno cercato di avanzare sul fianco occidentale di Pokrovs'k per conquistare la città con una manovra di aggiramento da sud, contemporaneamente all'avanzata a est di Myrnohrad. Il 12 dicembre, le forze russe erano avanzate nel raggio di 3 chilometri fino ai confini meridionali della città di Pokrovs'k, dopo i rapidi avanzamenti a Ševčenko. A seguito di questi avanzamenti, Metinvest, il più grande produttore di acciaio dell'Ucraina, ha iniziato a sospendere le operazioni in un edificio amministrativo e in uno dei suoi tre siti estrattivi nella miniera di carbone di Pokrovs'k. L'azienda ha giustificato questa azione con l'avvicinarsi della linea del fronte e l'intensificarsi dei bombardamenti. Il personale di base è stato evacuato insieme alle loro famiglie, con ulteriori decisioni che dipenderanno dall'evoluzione dei combattimenti nelle vicinanze. Il 15 dicembre, fonti filo-ucraine hanno confermato che Ševčenko era stata completamente catturata dalle forze russe. Il Ministero della difesa di Mosca ha confermato l'11 gennaio 2025 la conquista di Ševčenko, elogiando la 74ª Brigata fucilieri motorizzata delle guardie per il suo comportamento in azione in questo settore.
Il 13 gennaio 2025, la Reuters ha riportato, citando fonti industriali anonime, che la miniera di carbone di Pokrovs'k aveva interrotto la produzione a causa dell'avvicinarsi della linea del fronte. La miniera era l'unico impianto controllato di produzione di carbone da coke dell'Ucraina, da cui sono stati prodotti 3,5 milioni di tonnellate di coke nel 2023. Lo stesso giorno, filmati geolocalizzati mostravano che le forze russe avevano catturato il villaggio di Pіščane, a sud di Pokrovs'k, e interrotto due autostrade che conducevano a est (H-32 verso Kostjantynivka) e a ovest (verso Mežova) nei pressi di Pokrovs'k. All'inizio di febbraio, le truppe russe si trovavano a meno di 2 km dalla città. La loro occupazione di alture vicino alla città metteva a portata di mano le vie di rifornimento ucraine, ed inoltre l'inesperienza delle nuove reclute avrebbe messo a dura prova i loro compagni, le cui zone di responsabilità si sarebbero di fatto allargate.
A partire da febbraio, mentre l'offensiva si era perlopiù fermata, l'Ucraina ha condotto molteplici contrattacchi locali da tutti i lati del saliente. A metà febbraio gli ucraini avrebbero guadagnato terreno a Pіščane e a Lysivka. I paracadutisti ucraini avrebbero riconquistato Kotlyne il 26 febbraio. Gli ucraini hanno attaccato i russi a Uspenivka entro il 5 marzo.
Dalla fine di marzo la Russia ha lanciato un'offensiva a ovest di Toretsk, catturando Sucha Balka e Kalynove entro la fine di aprile. Da metà aprile si sono intensificati anche gli attacchi dal saliente di Vozdvyzhenka verso Tarasivka, con la cattura dell'insediamento entro il 2 maggio, e lo sfondamento a Novoolenivka entro il 7 maggio.

## Conseguenze

### Valore strategico
Pokrovs'k è stata descritta come una città strategicamente importante per il suo ruolo di nodo di rifornimento; si trova all'intersezione di più autostrade, una delle quali conduce verso le principali città dell'oblast' di Donec'k, tra cui Časiv Jar e Kostjantynivka, e ospita una stazione ferroviaria di importanza regionale. Se conquistata dalla Russia, Pokrovs'k sarebbe l'insediamento più popoloso conquistato dopo Bachmut nel 2023. Grazie al suo posizionamento strategico, una tale conquista consentirebbe di avanzare verso Dnipro e Zaporižžja.
Un esperto militare ucraino ha affermato che la posizione di Pokrovs'k come "nodo molto importante" e "centro di difesa" significa che "l'intera linea del fronte si sgretolerà" se la città venisse conquistata dalla Russia, mentre la BBC ha osservato che le conseguenze della caduta della città, così come una ritirata ucraina da Časiv Jar, significherebbero "effettivamente la perdita di quasi tutta la regione di Donec'k". Il presidente ucraino Zelens'kyj ha rilasciato una lunga dichiarazione in cui ha paragonato la battaglia alla battaglia di Bachmut, dicendo che "questa è una decisione incondizionata dei militari, chi dovrebbe essere nella direzione di Pokrovs'k, in che numero, eccetera. Ma dovete capire: lì non si ritirano. Se tornano indietro, vengono fucilati. Sto parlando dell'esercito russo. E loro insisteranno. È necessario per loro. Come nel caso di Bachmut. Metteranno lì 50-60 mila persone. Lo vedrete. Capirete questi numeri molto presto."

### Tattiche
Le avanzate russe verso Pokrovs'k sono state in parte attribuite dai comandanti e dai soldati ucraini a problemi con i nuovi coscritti ucraini; secondo quanto riferito, questi soldati appena mobilitati avrebbero avuto un addestramento scarso o nullo, sarebbero stati spesso incapaci di sparare efficacemente a un bersaglio, sarebbero stati troppo frettolosi nel ritirarsi dalle posizioni e talvolta sarebbero fuggiti dall'area in cui si svolgevano le operazioni sul campo di battaglia per mancanza di fiducia nei confronti dei piani. Un ufficiale della Brigata Azov ha dichiarato che molti soldati in servizio sul fronte di Pokrovs'k si sarebbero trovati lì contro la loro volontà e che i problemi di disciplina, di morale e di stress di questi e di altri soldati avrebbero contribuito alla situazione che egli ha descritto come "fuori controllo". Le forze russe attaccano ed eseguono operazioni con piccoli gruppi di fanteria, dove sarebbero relativamente efficaci nell'avanzare attraverso i villaggi e sarebbero più difficili da colpire per i droni ucraini.

### Caduti
Il 27 agosto, il comandante in capo ucraino Oleksandr Syrs'kyj ha affermato che, in media, i suoi soldati "neutralizzano" 300 soldati russi ogni giorno in direzione di Pokrovs'k. Secondo alcune fonti, la 47ª Brigata meccanizzata che operava in direzione di Pokrovs'k alla fine di agosto 2024 avrebbe perso circa la metà dei carri armati M1 Abrams di cui era stata fornita. Il 2 settembre, il corrispondente David Axe ha stimato che i russi avrebbero subito perdite "potenzialmente decine di migliaia di soldati" mentre avanzavano verso Pokrovs'k dopo la cattura di Avdiïvka nel febbraio 2024. In un'intervista rilasciata a Times Radio il 5 settembre, l'analista della difesa britannico Michael Clarke ha stimato che i russi stavano perdendo in media 1 000 uomini uccisi o feriti al giorno durante l'offensiva di Pokrovs'k e che avevano perso "ben più" di 100 veicoli corazzati solo nell'ultima settimana. Due assalti russi il 12 e il 19 settembre, per un totale di 98 veicoli, sono stati respinti dalla 46ª Brigata aeromobile ucraina in una settimana di difesa di Kurachove. Hanno dichiarato di aver danneggiato o distrutto 44 dei veicoli degli attaccanti.